# Rood Verzetsfront
Het Rood Verzetsfront (RVF) was een Nederlandse radicaal-linkse organisatie, die actief was in de jaren zeventig en tachtig van de twintigste eeuw. Het RVF was formeel gevestigd te Hoogeveen. Het werd onder meer bekend door de publicatie van vertalingen van pamfletten van de Duitse beweging Rote Armee Fraktion (RAF).

## Beschrijving
Drijvende krachten van het RVF waren Adrie Eeken en Ciska Eeken-Brakenhoff te  Nieuweroord, die pamfletten en brochures uitgaven met een postbusadres te Hoogeveen. Andere betrokken activisten waren Paul Moussault, Joop Bolt en Ferdie Westen. Het Rood Verzetsfront bestond van 1977 tot 1985. In de organisatie waren voormalige leden van de Rode Jeugd (een communistische groepering) en van de daaraan gelieerde Rode Hulp actief. Het RVF was een hulporganisatie voor het "gewapend verzet" in West-Europa, waarbij het in een groot aantal pamfletten vooral protesten liet horen tegen de detentiesituatie van gevangengehouden leden van de RAF Ook voerde en coördineerde het RVF acties tegen de in 1979 voor het eerst gehouden Europese Parlementsverkiezingen. De groepering zag deze als onderdeel van een politieke structuur die Duitsland en de Verenigde Staten in Europa te veel macht zou geven. Het RVF, dat zich ook keerde tegen inlichtingendiensten, werd verschillende malen door de Binnenlandse Veiligheidsdienst (BVD) geïnfiltreerd.